# 格林·史奴頓
格林·史奴頓（英語：Glynn Snodin，1960年12月14日—），出生於約克郡洛達咸的斯赖伯，是一名前英格蘭足球員，曾擔任韋斯咸的一隊教練。史奴頓現時是列斯聯和北愛爾蘭的助理領隊。

## 球員生涯
1977年，年僅16歲的史奴頓在唐卡士打展開了他的足球生涯，直到他在1985年6月離開時，他一共代表唐卡士打上陣了300場以上，大部分與其親弟伊恩·史奴頓同場作賽。
1985年6月，史奴頓以13.5萬英鎊身價加盟當時頂級聯賽球隊錫周三，他僅代表錫周三上陣了59場賽事，便以15萬英鎊身價轉會至其弟效力的列斯聯，他代表了列斯聯上陣了116場並攻入13球，他是其中一位協助列斯聯在89/90球季升級至頂級聯賽的功臣之一。
其後，史奴頓被先後外借至奧咸和洛達咸，最終他在1992年3月轉投由祖·佐敦所領軍的赫斯。1993年7月，當祖·佐敦離開赫斯後，他便加盟了班士利，兩個球季後便成為了根茲博羅的一員，並於1997年夏天退役。

## 教練生涯
史奴頓曾任職由米克·沃兹沃思任教的卡素爾的首席球探，其後亦追隨沃兹沃思過檔史卡保羅夫任職青年軍教練，再返回母會唐卡士打協助弟弟伊恩擔任助理領隊。
2000年，史奴頓成為了查爾頓的預備組領隊，帶領球隊在2004年和2005年贏得預備組聯賽冠軍。2006年3月，他與佐治·貝利一同考取歐洲足協專業許可，其後佐治·貝利任命了他成為了修咸頓的一隊教練。
2007年6月1日，尼祖·禾靈頓成為了北愛爾蘭新任領隊，其後任命了史奴頓為助教。2007年6月26日，他加入了由阿倫·古比士利領導的韋斯咸教練團。2008年9月，當阿倫·古比士利離任，基安法蘭高·蘇拿接任成為新領隊之後，他便離開了教練團。

## 重返列斯聯
在離開長達17年後，史奴頓於2009年2月2日被任命成為列斯聯的助理領隊。

## 外部連結
- Feature on Leeds Fans website
- Sporting Heroes （页面存档备份，存于）
- Statistics at Soccerbase.com[永久]